# Sayed Ali
Sayed Mushtaq Ali (10 juli 1942 - Bhopal, 2 maart 2010) was een Indiaas hockeyer.
Ali kwam tijdens de Olympische Zomerspelen 1964 alleen in actie tijdens de poulewedstrijd tegen Duitsland en won uiteindelijk met de Indiase ploeg de gouden medaille.

## Resultaten
- 1964  Olympische Zomerspelen 1964 in Tokio